# Sénat (Second Empire)
Pour les autres articles nationaux ou selon les autres juridictions, voir Sénat.
Pour un article plus général, voir Sénat (France).

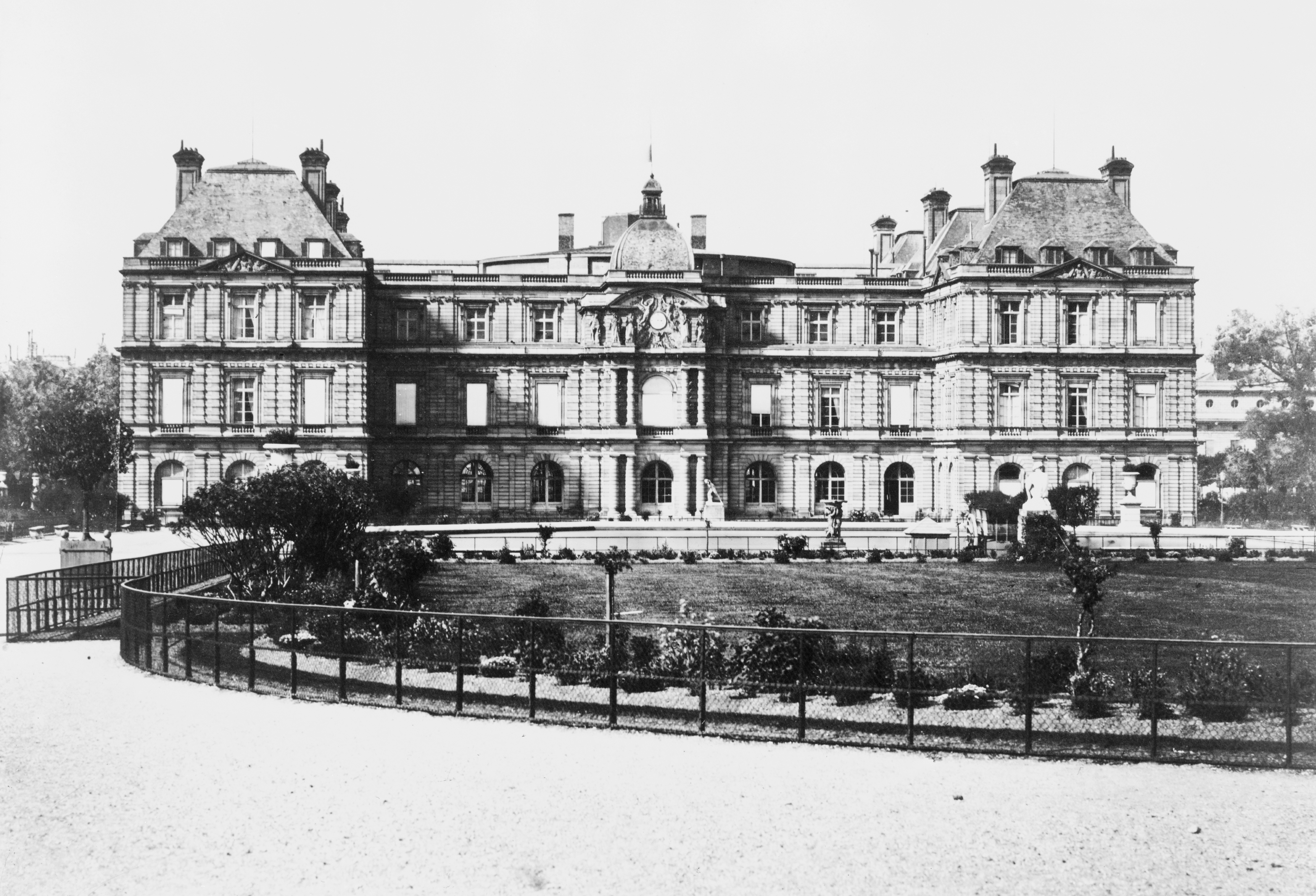
Le palais du Luxembourg sous le Second Empire.

Le Sénat sous la Deuxième République puis le Second Empire est une assemblée législative instituée par la constitution du 14 janvier 1852, à la suite du coup d'État du 2 décembre 1851, en activité jusqu'à la proclamation de la République le 4 septembre 1870. Ses membres sont nommés à vie par le président de la République puis par l’empereur. Le Sénat est chargé de veiller au maintien et à la révision de la Constitution. Il légifère par sénatus-consultes.

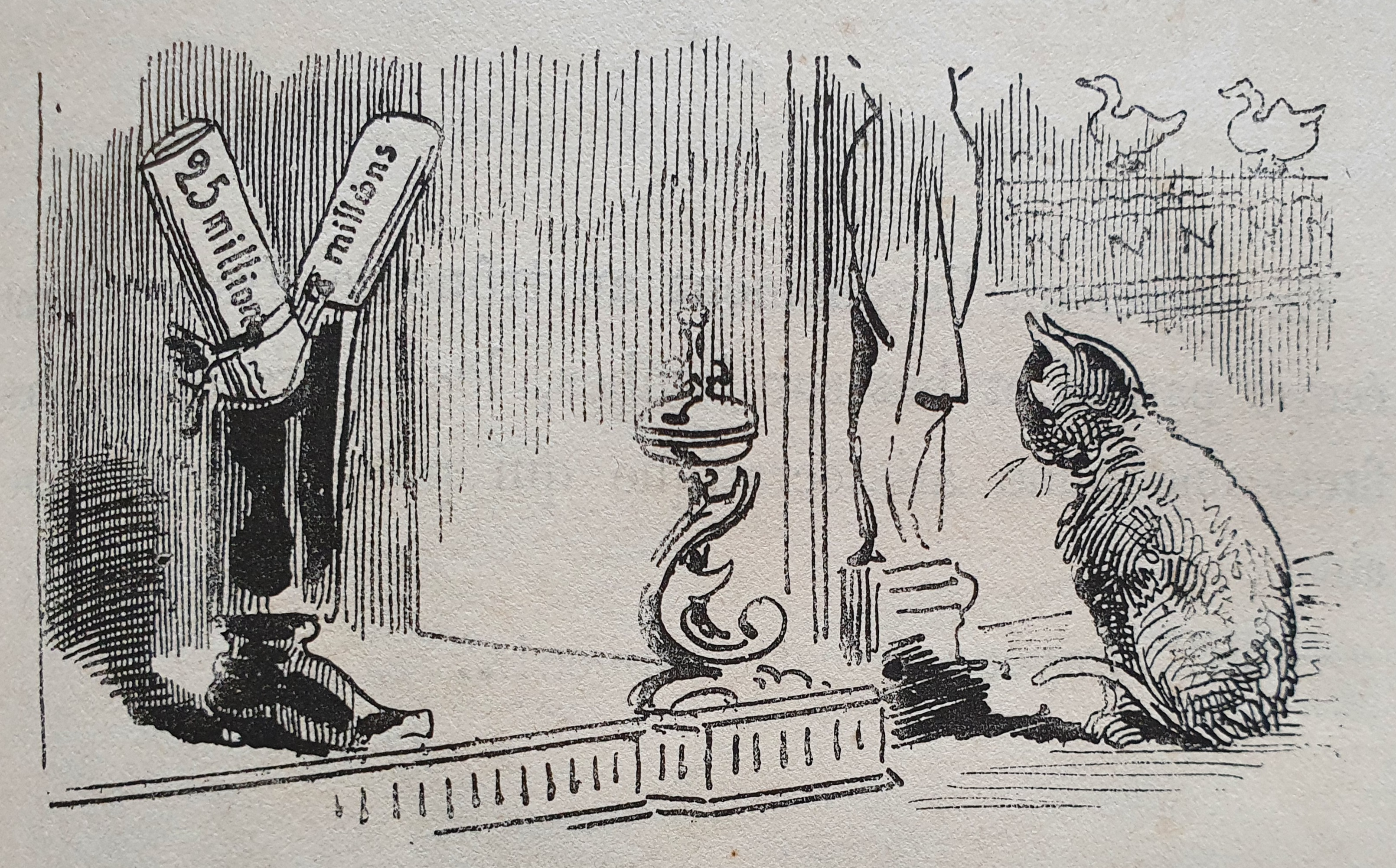
Caricature du vote par le Sénat des appointements de Napoléon III dans lHistoire tintamarresque de Napoléon III, Touchatout, 1877.

À partir de 1867, le sénat acquiert des compétences législatives et en 1870, soit tout à la fin du régime, il perd son pouvoir constituant pour devenir une seconde assemblée législative à côté du Corps législatif. 
Au nombre de 80 à l'origine, l'empereur Napoléon III se réserve le droit de nommer des nouveaux membres pouvant porter l'assemblée jusqu'à 150 sénateurs.
À partir de 1870, le nombre total des sénateurs peut être porté aux deux tiers du nombre de membres du Corps législatif.